# Краус, Отто
Отто Вильгельм Краус (нем. Otto Krauss, также Вольдемар Теодорович Краус, 8 ноября 1884, Гота — 1 мая 1971, Эрфурт) — сотрудник немецкой политической разведки (СД); штурмбанфюрер СС (1940). Балтийский немец.

## Биография
До войны проживал в Риге, член организации «Айзсарги». По специальности архитектор (учился вместе с П. П. Делле).
С 1939 года — сотрудник РСХА. Отвечал за репатриацию балтийских немцев из Латвии и сам эмигрировал в Германию, получив в январе 1940 года чин штурмбанфюрера СС.
С августа 1941 года — начальник зондеркоманды СД в Гатчине. Руководитель разведывательного органа СД Фельдпост № 28344 (Хаупкоманда Норд-фронт) при отделе «Руссланд-Норд» (с конца 1942 года по 1944 год). По другим данным, в конце 1944 года назначен начальником отдела 6-Ц РСХА. В марте 1945 г. вместе с персоналом Цеппелина-Норд выехал в Плотцен (20 км от Мариенбада, Чехословакия). 10 мая выехал в город Катшино около Праги. Возможно, он пробрался в американскую зону оккупации вместе со всем персоналом Цеппелина-Норд.